# Mönchengladbach
Mönchengladbach (pronunție: [mœnçn̩ˈɡlatbax]ⓘ) este un oraș în landul Renania de Nord-Westfalia, Germania. 

## Nume
Până la sfârșitul secolului al XIX-lea, orașul a fost numit Gladbach. Din 1888 s-a numit München-Gladbach, prescurtat M.Gladbach. În anul 1950, a fost păstrată ortografia M.Gladbach, dar pronunția s-a schimbat în Mönchen Gladbach. În 1960 a fost introdusă forma folosită și astăzi, Mönchengladbach.

## Personalități născute aici
- Richard Glücks (1889 - 1945), ofițer SS;
- Werner Gilles (1894 - 1961), pictor;
- Joseph Goebbels (1897 - 1945), politician nazist;
- Hans Jonas (1903 - 1993), filozof;
- Petra Schürmann (1933 - 2010), actriță;
- Karl Heinz Beckurts (1930 - 1986), fizician;
- Hans Heyer (n. 1943), pilot de Formula 1;
- Günter Netzer (n. 1944), fotbalist;
- Jupp Heynckes (n. 1945), fotbalist, antrenor;
- Wilhelm Baues (n. 1948), canoist;
- Svenja Pages (n. 1966), actriță;
- Heinz Harald Frentzen (n. 1967), pilot de Formula 1;
- Nick Heidfeld (n. 1977), pilot de automobilism;
- Nadine Arents (n. 1982), actriță;
- Marcell Jansen (n. 1985), fotbalist;
- Marc-André ter Stegen (n. 1992), fotbalist.